# Michael Zwecker
Michael Zwecker (Mike) (Rockland, Maine, 1969–) amerikai zenész, dobos. 2002 és 2006 között a Kispál és a Borz együttes dobosa volt.
1969-ben született az Egyesült Államokbeli Rocklandben. Végzettsége szerint történelemtanár. Hangszere egy Pearl MHX típusú dobkészlet. Kedvenc Kispál lemeze a "Föld kaland ilyesmi…".  Budapest V. kerületében él.[forrás?]
Dobfelszereléseiről, dobos kollekciójáról  blogot vezet.

## The Poster Boy
2011-ben csatlakozott dobos-szövegíróként a The Poster Boy nevű formációhoz, amit Poniklo Imre és Mayer R. Noel alapítottak. A zenekar első lemeze 2012 január 19-én jelent meg, Things We Had Time For címmel.